# Mythicomyia bianca
Mythicomyia bianca är en tvåvingeart som beskrevs av Tabet 1986. Mythicomyia bianca ingår i släktet Mythicomyia och familjen svävflugor.
Artens utbredningsområde är Idaho. Inga underarter finns listade i Catalogue of Life.